# Charente Marittima
La Charente Marittima è un dipartimento francese della regione Nuova Aquitania.

## Geografia
Confina con i dipartimenti della Vandea a nord-ovest, delle Deux-Sèvres a nord-est, della Charente a est, della Dordogna a sud-est e della Gironda a sud. Ad ovest è bagnata dall'Oceano Atlantico.
Le principali città, oltre al capoluogo La Rochelle, sono Jonzac, Rochefort, Saintes, Royan e Saint-Jean-d'Angély.